# Бракьовци
Брàкьовци е село в Западна България. То се намира в община Годеч, Софийска област.

## География
Село Бракьовци се намира в планински район – в южните склонове на Западна Стара Планина, на югоизток от прохода Петрохан, на 54 km от столицата София. Закътано е между баири, залесени само с борови и букови гори. Разположението на къщите му напомня леген – къщите са разположени на две махали – долна и горна, а баирите не позволяват да духа вятър – къщите са на завет. Има както стари кирпичени къщи, така и новопостроени вили.

## История
Основано е от двама братя, и оттам идва името му. Насажденията от борови гори са засадени за да пазят селото от поройните дъждове и стичащата се вода от склоновете на планините, голяма част от горите са засадени през 50-те години на 20 век. Преди засаждането им селото е възникнало по-нагоре по един от хълмовете, така нареченото „Старо село“.

## Забележителности
Бракьовци се намира в Понор планина и се използва като начална точка за туристически маршрути. През есента на 2024 година е открита обновената туристическа спалня в центъра на селото, която може да се използва за преспиване.
В селото се намира строящата се от години черква „Свети Георги“.
По пътя към връх Царечка могила се намира и параклис „Света Петка“.

## Личности
Родени в Бракьовци
- Никола Гогов, български революционер от ВМОРО, четник на Никола Иванов[4]

## Редовни събития
Всяка година през юни в селото се провежда традиционния местен събор „Пресвета“, който е винаги в неделя, но датата се мени.